# Тропа Клинка (5-й этап)

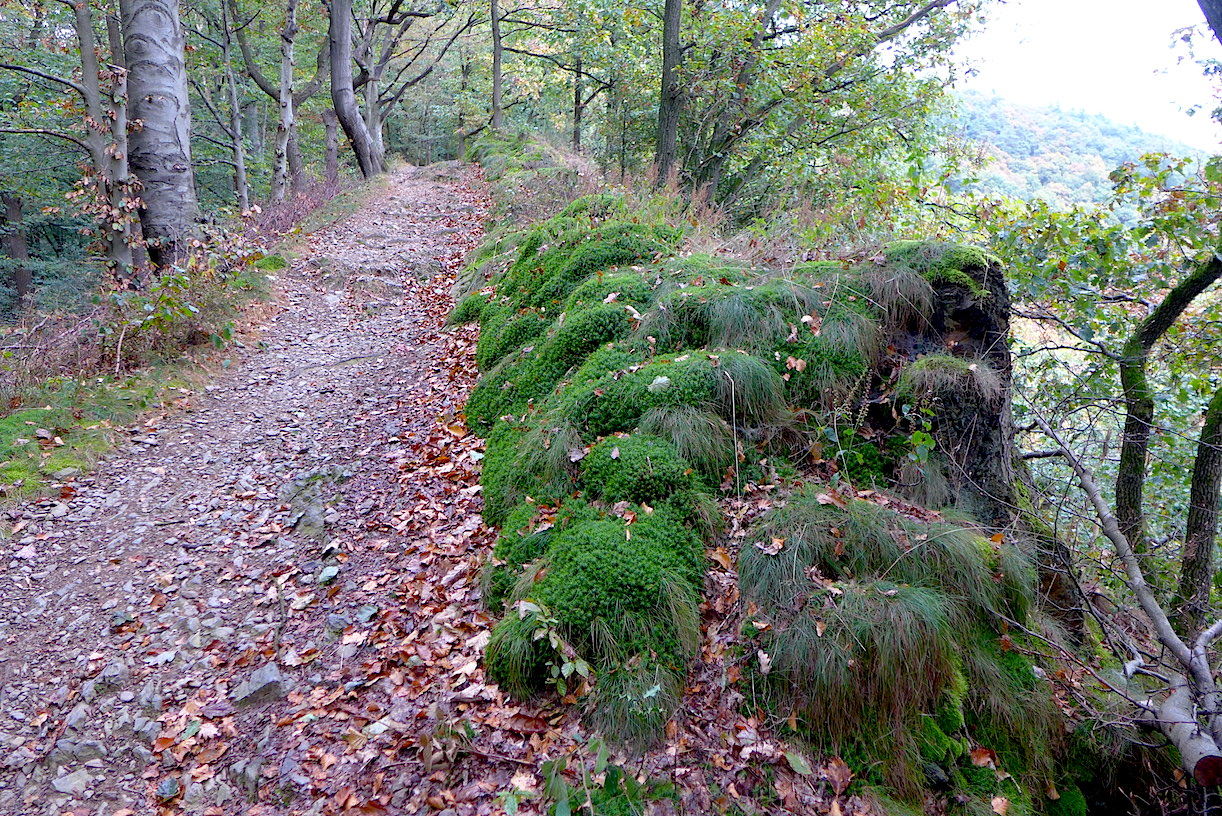
Начало пятого этапа Тропы Клинка.

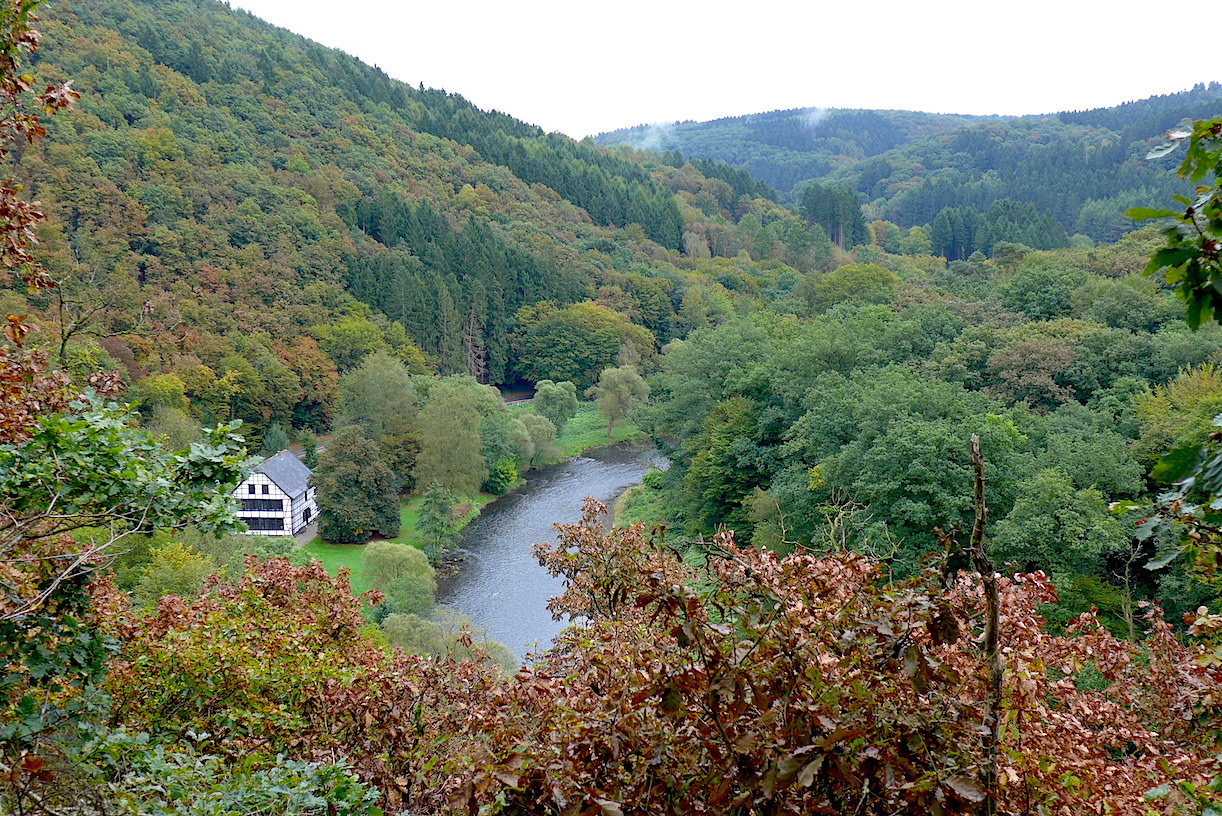
Тропа Клинка. Долина реки Вуппер с музеем шлифовки золингенских мастеров (Балькхаузер Коттен).

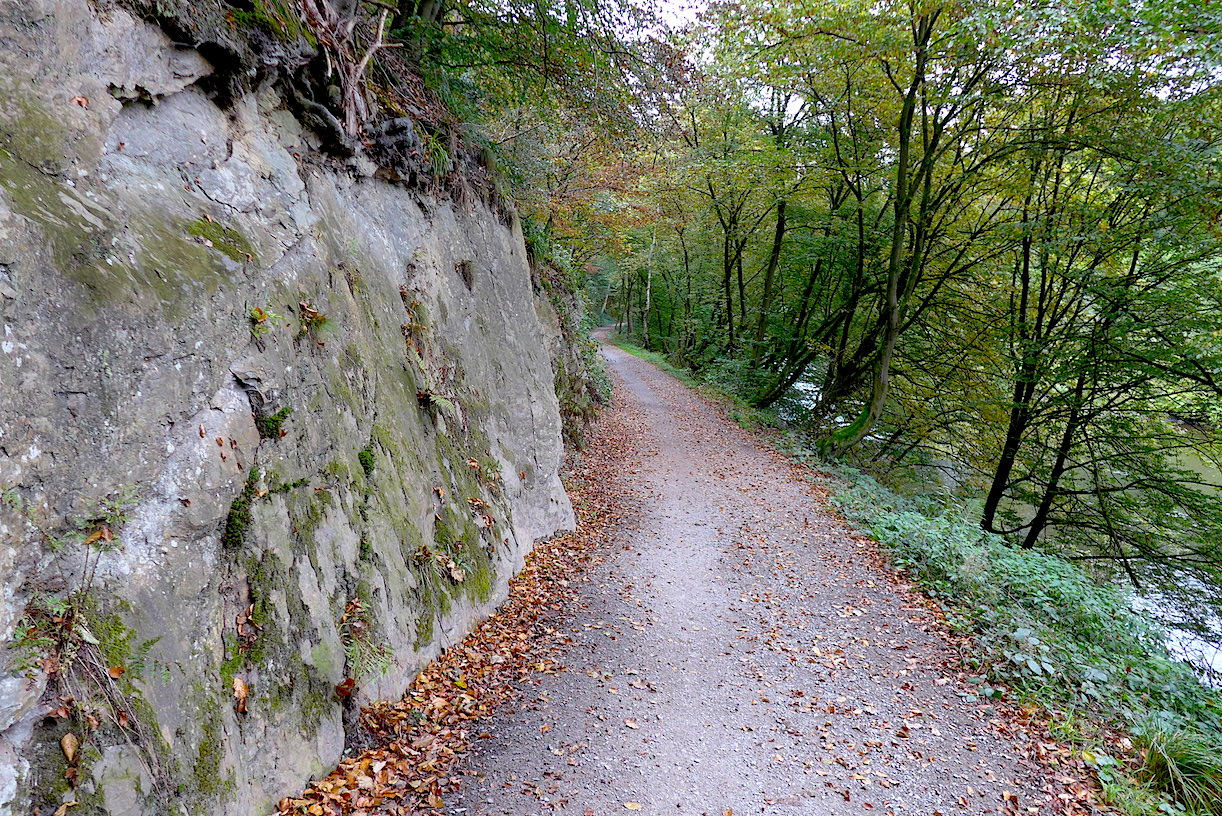
Тропа Клинка. Вдоль реки Вуппер через охраняемый биотоп.

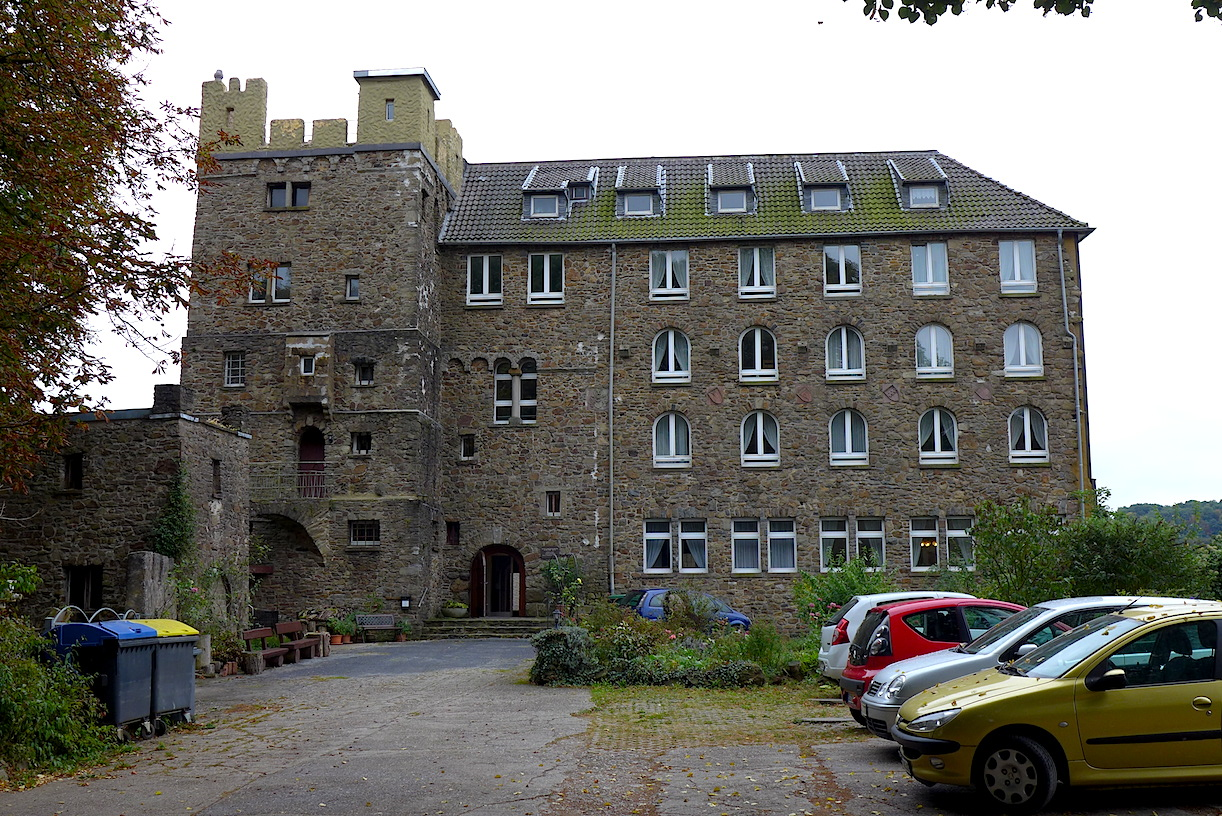
Замок Хоэншайд.

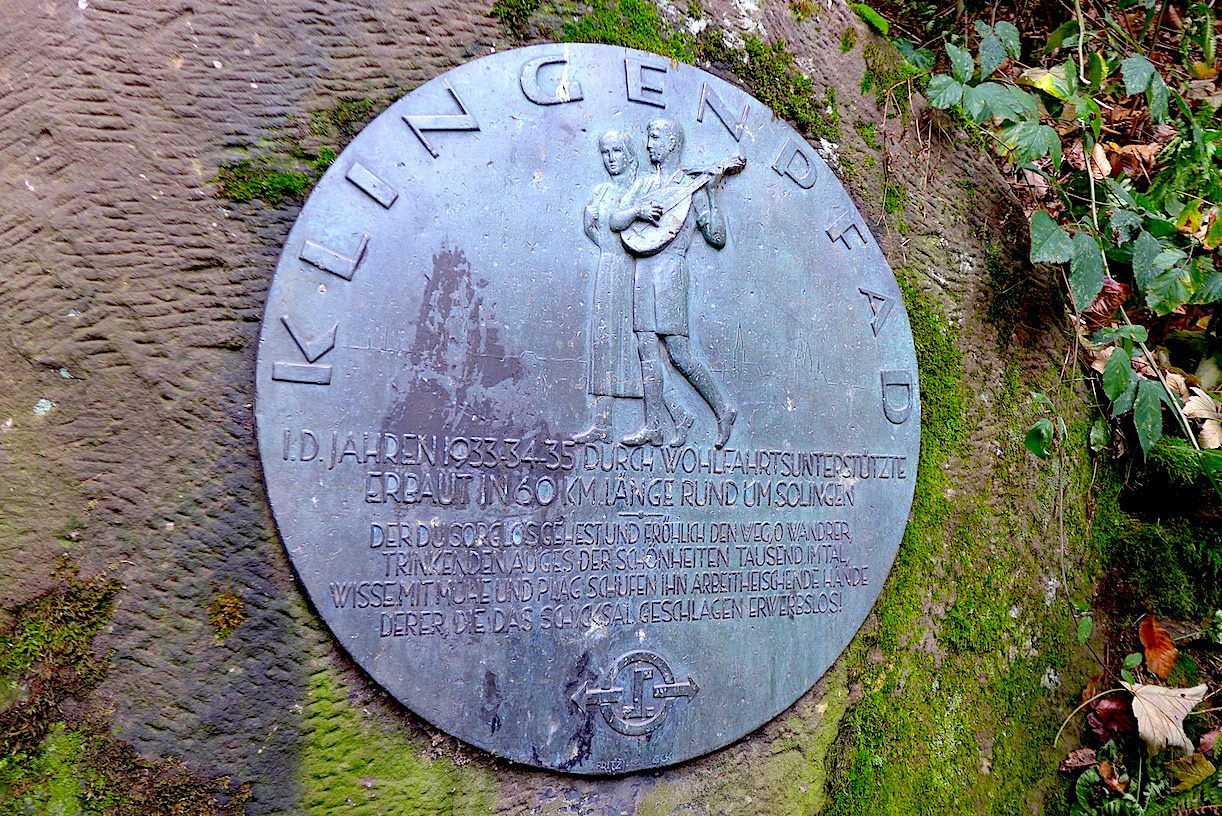
Памятный знак Тропы Клинка.

Тропа клинка (нем. Klingenpfad) — круговой маркированный многодневный пешеходный маршрут вокруг города Золинген (Северный Рейн-Вестфалия, Германия), проложенный в 1933—1935 годах. Пятый этап маршрута, протяжённостью 9,2 км проходит между населёнными пунктами Глюдер (Glüder) и Виддерт (Widdert), по долине реки Вуппер.

## Общая характеристика
Пятый этап начинается в Глюдере на реке Вуппер, известном как начальный пункт нескольких маркированных туристских маршрутов. Сразу от автопарковки и минигольфа тропа крутым подъёмом направляется к поселению Пфаффенберг. Наверху тропа подходит к закрытому в январе 2013 года дому натуралистов и обходит вокруг Пфаффенберга. Сквозь листву деревьев проглядывает долина Вуппера, а за ней вышка телевизионного ретранслятора Вицхельден (Sender Witzhelden). На другую сторону открывается замечательный вид в сторону замка Хоэншайд. Внизу, на поляне берега Вуппера, проглядывает Музей заточки и шлифовки режущих предметов золингенских мастеров, называемый
Бальхаузер Коттен (Balkhauser Kotten)
После крутого спуска (оборудованного в критическом месте лестницей) туристы входят в посёлок Балькхаузен (Balkhausen). Узкая улочка ведёт сквозь ряд красивых старинных бергских фахверковых построек.
Постепенно Тропа Клинка выводит туристов к реке Вуппер. Над дорогой нависают скалы охраняемого биотопа «Вуппершляйфе Бильштайне Коттен» (Wupperschleife Bielsteiner Kotten) (BK-4808-901), спускающегося к Вупперу от замка Хоэншайд. К нему и поднимается Тропа Клинка. От замка открываются прекрасные виды как на долину Вуппера, так и на неширокую долину ручья Шелльберг (Schellbergbachtal), которую затем тропа пересекает по дороге Шелльбергер Вег. Она идёт вниз мимо открытого бассейна, огибая вершину Заттельсберг (Sattelsberg) (211 м. н. у. м.). Тропа Клинка уводит вниз к шоссе L427 (Золинген-Лайхлинген), пересекая сначала ручей Оденталер Бах (Odentaler Bach), а затем и само шоссе.
Старая заброшенная дорога Бюнкенберг выводит к одноименному посёлку, а через него по узкой тропе к улице Фоккуртер Штрассе (Vockerter Straße) Золингена. Туристы идут по этой улице в направлении Виддерта и за троллейбусной остановкой «Фоккерт» поворачивают на тропу, называемую Фершонерунгсвег (Verschönerungsweg), вновь уводящую Тропу Клинка в лесные массивы долины Вуппера. Совсем недалеко расположен памятный знак Тропы Клинка и место для отдыха группы. Через несколько сот метров пятый этап заканчивается и туристы выходят на улицу Бёрзенштрассе (Börsenstraße) к троллейбусной остановке Хёфхен (Höfchen)Рядом с которой находится филиал индустриального музей Золингена, называемый Loos’n Maschinn.

## Вертикальный профиль
На пятом этапе подъёмы преобладают над спусками. На три продолжительных подъёма приходится только один продолжительный и два коротких спуска. В целом общий набор высоты составляет 400 метров, а общая величина спуска — 313 метров. В пересчёте на километр пути это даёт 43,5 метра подъёма и 34 метра спуска.

## Состояние проходимости и маркировки
Этап проходим круглогодично, используются в основном широкие и ухоженные лесные дороги, но в случае длительной непогоды могут возникнуть проблемы с преодолением двух небольших участков:
- Спуска в долину Вуппера от Пфаффенберга. Здесь тропа без покрытия, довольно узкая, ухабистая, с множеством крупных камней и корней, а в осенние месяцы покрыта большим количеством желудей, на которых существует опасность поскользнуться.
- Начальный этап старой дороги Бюнкенберг сразу за посёлком Оденталь, проходящей в скальной выемке, которая в дождливую погоду становится раскисшей.

Качество маркировки маршрута (латинская буква «S» на чёрном фоне) позволяет проходить его без карты, но требует постоянного внимания к маркировке на развилках дорог или троп. Перед прохождением этапа необходимо ознакомиться с картой. Маршрут можно проходить и в обратном направлении, поскольку имеется обратная маркировка (может использоваться для коррекции правильности направления движения).

## Эстетическая, оздоровительная и познавательная ценность
Пятый участок Тропы Клинка имеет характер, приближённый к идеальному для полугорных туристских маршрутов. Здесь присутствуют все четыре необходимые компонента: историческая достопримечательность (замок Хоэншайд, в котором останавливались на ночлег Пол Маккартни с группой Wings, Мик Джаггер с группой The Rolling Stones, великий немецкий тенор 70-х годов XX века Рене Колло), обширные хвойные леса, водные ресурсы (река Вуппер, лесные ручьи) и красивые горные ландшафты.